# Talipariti macrophyllum
Talipariti macrophyllum är en malvaväxtart som först beskrevs av William Roxburgh och Jens Wilken Hornemann, och fick sitt nu gällande namn av Paul Arnold Fryxell. Talipariti macrophyllum ingår i släktet Talipariti och familjen malvaväxter. Inga underarter finns listade i Catalogue of Life.